# مسابقات جهانی ژیمناستیک هنری ۱۹۲۶
مسابقات جهانی ژیمناستیک هنری ۱۹۲۶ هشتمین دوره مسابقات جهانی ژیمناستیک هنری است که در لیون، فرانسه از ۲۲ تا ۲۴ مه ۱۹۲۶ میلادی برگزار شده است.

## جدول مدال‌ها
| رتبه | کشور     | طلا | نقره | برنز | مجموع |
| ۱    | چکسلواکی | ۳   | ۴    | ۴    | ۱۱    |
| ۲    | یوگسلاوی | ۳   | ۲    | ۱    | ۶     |
| ۳    | فرانسه   | ۰   | ۰    | ۱    | ۱     |